# Femtoquímica
La femtoquímica (del inglés: Femtochemistry) es el área de la química física que estudia las reacciones químicas en escalas de tiempo extremadamente cortas, de aproximadamente 10−15 segundos (un femtosegundo, de ahí el nombre). Los pasos en algunas de las reacciones se producen en esa escala de tiempo de femtosegundos —y a veces en escalas de tiempo aun menores, de attosegundos,— y pueden formarse productos intermedios. Estos productos intermedios no siempre se pueden deducir a partir de la observación de los productos de partida y los finales. La femtoquímica permite la exploración de qué reacciones químicas tienen lugar, y permite investigar por qué se producen algunas reacciones y otras no.
Muchas publicaciones han discutido la posibilidad de controlar las reacciones químicas con este método, pero esto sigue siendo polémico. En 1999, Ahmed H. Zewail recibió el Premio Nobel de Química por su trabajo pionero en este campo. La técnica de Zewail utiliza destellos de luz láser que duran unos pocos femtosegundos.

## Espectroscopia de bomba-sonda
El enfoque más simple y todavía una de las técnicas más comunes que se conoce es la espectroscopia de bomba-sonda (pump-probe). En este método, se utilizan dos o más pulsos ópticos con retardo de tiempo variable entre ellos para investigar los procesos que ocurren durante una reacción química. El primer pulso (bomba) inicia la reacción al romper un enlace o excitando uno de los reactivos. El segundo pulso (sonda) se utiliza para conocer el progreso de la reacción un cierto período de tiempo después de la iniciación. A medida que progresa la reacción, la respuesta del sistema de reacción a la sonda de pulso va a cambiar. Al escanear continuamente el retardo de tiempo entre los pulsos de la bomba y de la sonda y observando la respuesta, los investigadores pueden seguir el progreso de la reacción en tiempo real.